# Puente de los Leones (Sofía)
El puente de los Leones (en búlgaro: Лъвов мост, romanizado: Lavov most) es un puente que cruza el río Vladaya en el centro de Sofía, la capital de Bulgaria. Fue construido entre 1889 y 1891 por el arquitecto checo Václav Prošek, su hermano Jozef y sus primos Bohdan y Jiří. Da su nombre a la importante y ajetreada intersección del bulevar Marie Louise y el bulevar Slivnitsa, en la cual se encuentra, conectando la Estación Central de Sofía con el centro de la ciudad y marcando su límite norte.

## Descripción
El puente fue construido en piedra en la ubicación de un puente más antiguo llamado «puente de colores» (en búlgaro: Шарен мост, romanizado: Sharen most) porque estaba decorado con franjas rojas y amarillas. El nombre del Puente de los Leones procede de las cuatro esculturas de bronce de leones, que constituyen su elemento más reconocible. Todos los elementos metálicos del puente fueron producidos por la empresa austriaca de Rudolph Philipp Waagner, y se instalaron luces eléctricas a principios de la década de 1900. En total, la construcción del puente costó 260 000 levas de oro.
En 1891 la familia Prošek también diseñó y construyó el similar Puente de las Águilas, que delimita el límite este del centro de la ciudad, esta vez con esculturas de águilas.
Uno de los leones de bronce del puente está representado en el reverso de los billetes de veinte levas emitidos en 1999 y 2007.
Desde 2012 los alrededores del Puente de los Leones están servidos por la estación Lavov most de la línea M2 del Metro de Sofía.
En 2014, se completó una importante remodelación de la plaza, que la transformó en una intersección a dos niveles. El tráfico rodado fue eliminado del puente, reservándolo solo para tranvías y peatones.